# لیزلوته پولفر
لیزلوته پولفر (انگلیسی: Liselotte Pulver؛ زادهٔ ۱۱ اکتبر ۱۹۲۹) یک هنرپیشه اهل سوئیس است.
از فیلم‌ها یا برنامه‌های تلویزیونی که وی در آن نقش داشته است می‌توان به زمانی برای عشق ورزیدن و زمانی برای مردن، لافایت، راهبه، یک، دو، سه، ماجراهای آرسن لوپن و یک رابطه همه‌جانبه اشاره کرد.